# Dalverzin-Tepe
Koordinaten: 38° 6′ 4″ N, 67° 51′ 38″ O
Dalverzin-Tepe (Dal'verzin-Tepe) sind die Überreste einer bedeutenden antiken Stadt im Süden des heutigen Usbekistan am Surxondaryo, 20 Kilometer südlich der heutigen Stadt Denov in der Flur südlich des Dorfes Tally.
Dalverzin-Tepe war zunächst wahrscheinlich eine kleine Grenzfestung des Griechisch-Baktrischen Königreiches. Sie entwickelte sich im ersten Jahrhundert v. Chr. zu einer größeren Stadt. Vielleicht handelt es sich um die Reste der Hauptstadt der Yuezhi, die wiederum vor allem aus chinesischen Quellen bekannt sind. Unter dem Kuschana-Reich erlebte die Stadt ihre größte Blüte. Die griechisch-baktrische Festung wurde zu einer Zitadelle ausgebaut. Nach dem dritten Jahrhundert verlor die Stadt an Bedeutung und wurde um 800 verlassen.
Die Stadt der Kuschana war regelmäßig angelegt mit eigenen Stadtquartieren für die Verwaltung, zum Wohnen, für Tempel und Werkstätten. Die Bauten waren aus Stampflehm errichtet. Die Wohnbauten der Oberschicht hatten meist einen Iwan, eine Eingangshalle, eine zentrale Halle, die Wohnbereiche und ein Hausheiligtum. Unterirdische Leitungen versorgten diese Wohnhäuser mit Wasser.
Es konnten zwei buddhistische Tempel und zwei Tempel, die einer lokalen Gottheit geweiht waren, ausgegraben werden. Es gab auch einen zoroastrischen Kultplatz. Am Rande der Stadt fanden sich Töpfereien. In der Stadt fand sich bei Ausgrabungen ein Goldschatz. Daneben stammen von hier zahlreiche Skulpturen im Gandhara-Stil.